# 松山市立北条北中学校
松山市立北条北中学校（まつやましりつ ほうじょうきたちゅうがっこう）は、愛媛県松山市にある公立中学校。

## 沿革
- 1966年（昭和41年）4月1日 - 北条市立浅海中学校・北条市立立岩中学校・北条市立北温中学校を統合し、北条市立北条北中学校として開校。
- 1985年（昭和60年）8月10日 - プール落成式。
- 2004年（平成16年）3月30日 - 体育館落成式。
- 2005年（平成17年）1月1日 - 北条市が松山市に編入されたのに伴い、松山市立北条北中学校と改称。

## 通学区域
- 松山市

安居島、浅海原、浅海本谷、猪木、院内、大浦、尾儀原、小山田、上難波、儀式、才之原、猿川、猿川原、下難波、庄、庄府、高田、滝本、立岩米之野、立岩中村、土手内、中通、中西内、中西外、萩原、八反地、北条、北条辻、正岡神田
小学校の校区では、松山市立北条小学校・松山市立難波小学校・松山市立正岡小学校・松山市立立岩小学校・松山市立浅海小学校に当たる。

## 周辺
- 松山市役所北条支所
- 北条郵便局
- 聖カタリナ大学
- 愛媛県立北条高等学校
- 松山市立北条小学校
- 国道196号

## アクセス
- JR予讃線 伊予北条駅から東へ700m
- 伊予鉄バス